# Borut Marolt
Borut Marolt, slovenski pevec, * 1975.
Borut deluje kot pevec slovenske punk skupine Niet.
Pred vstopom v skupino Niet je bil pevec skupine Prisluhnimo tišini, ki jo je ustanovil leta 1993.